# Buster Bailey
Buster Bailey (Memphis, 1902. július 19. – Brooklyn, 1967. április 12.) amerikai klarinétos, dzsesszzenész.

## Pályafutása
Tizenhárom évesen kezdett klarinétozni; Franz Schoepptől tanult (aki mások mellett Benny Goodmant is tanította). 15 évesen csatlakozott W. C. Handy zenekarához. 1919-ben az Erskine Tate Vendome Orchestra tagja lett, 1923-ban King Oliverrel játszott. Ekkor találkozott Louis Armstronggal, a King Oliver's Creole Jazz Band tagjaként. 1924-ben Armstrong King otthagyta az Oliver's Jazz Bandet, hogy a New York-i Fletcher Henderson's Orchestra-ban játsszon. Egy hónap múlva Armstrong meghívta Buster Baileyt, hogy csatlakozzon hozzá Henderson zenekaránát.
Így került Bailey New Yorkba.
1929-ben, majd 1931-ben Európába ment. Az 1930-as években ismét Fletcher Hendersonnal dolgozott, keresett zenész volt Perry Bradford, Lucky Millinder, Carroll Dickerson és mások zenekaraiban is. 1934 végén tagja lett Stuff Smith, később John Kirby Onyx Club Boys együttesének. A basszusgitáros szextettje, a The Biggest Little Band in the Land úttörő szerepet játszott combokban, amelyek az 1950-es években váltak népszerűvé. A repertoár különlegessége volt klasszikus európai kompozíciók dzsessz feldolgozása.
Bailey 1946-ig maradt John Kirby zenekarában, miközben más zenészekkel is készített felvételeket. A Mills Blue Rhythm Bandben is játszott 1934-ben és 1935-ben. 1937-ben a Midge Williams and Her Jazz Jesters session zenész volt. Saját nevén is rögzített lemezt Buster Bailey and His Rhythm Busters néven.
Bailey 1946-ig maradt Kirby zenekarában, miközben más zenészekkel is készített felvételeket. A Mills Blue Rhythm Bandben is játszott 1934-ben és 1935-ben. 1937-ben a Midge Williams and Her Jazz Jesters session zenész volt. Saját nevén is rögzített lemezt Buster Bailey and His Rhythm Busters néven.
Az 1950-es 1960-as években keresett stúdiózenészként dolgozott. 1959-ben és 1960-ban fellépett a Newport Jazz Festivalon. 1965-ben együttműködött régi barátjával, Armstrongtal, és tagja lett Louis Armstrong All-Stars együttesnek.
Bailey játszott szimfonikus zenekarokban is, például a Porgy és Bess színházi változatában, filmzenékben, köztük Elia Kazan Splendor in the Grass című filmjében, és alkalmanként  Leonard Bernsteinnel is dolgozott.
Buster Bailey 1967 áprilisában szívrohamban halt meg.

## Lemezek
- Shangai Shuffle (1934)
- Hocus Pocus és Fletcher Henderson (1934)
- Stealin Apples idem (1936)
- Rhythm rhythm, I know that you know és Lionel Hampton (1937)
- Tiger Rag (1938)

## Filmek
| Year | Title                        | Role                             |
| ---- | ---------------------------- | -------------------------------- |
| 1947 | Sepia Cinderella             | Clarinettist − John Kirby Sextet |
| 1961 | Splendor in the Grass        | Musician                         |
| 1965 | When the Boys Meet the Girls | Clarinetist with Louis Armstrong |

## Fordítás
- Ez a szócikk részben vagy egészben  a   Buster Bailey című angol Wikipédia-szócikk ezen változatának fordításán alapul.  Az eredeti cikk szerkesztőit annak laptörténete sorolja fel. Ez a jelzés csupán a megfogalmazás eredetét és a szerzői jogokat jelzi, nem szolgál a cikkben szereplő információk forrásmegjelöléseként.